# Kalamúni csata
A kalamúni csata 2013. november 15-én kezdődött, mikor légi támadás érte Kalamun régióban Qarah várost. A kormány így próbálta meg elvágni a felkelők Libanonból Damaszkuszba vezető utánpótlási útvonalát. A stratégiai régió volt a felkelők főváros, Damaszkusz környéki tevékenységeinek a háttérbázisa. Ugyanakkor a kormányerők a közeli, Damaszkuszt Homsz tartománnyal összekötő főutat használták, és mellette sok helyütt fegyverraktárakat létesítettek. A felkelők oldaláról a csatát leginkább az al-Nuszra Front vezette.

## 2013: A hadsereg offenzívája

### Qara elfoglalása
Miután a Szír Hadsereg figyelmeztetést adott ki, hogy meg fogja támadni a felkelők környékbeli rejtekhelyeit, november 15-17. között mintegy 1200-1700 családot, Qara lakosságának 90%-át menekítették a libanoni határ túloldalán található Arsalba. A harcra felkészülve a Hezbollah több száz harcosa vett fel állásokat Karum régióban, a libanoni határ túloldalán. A felkelők már több hónapja ástak, hogy barlangok és bunkerek összetett hálózatával készüljenek fel az összecsapásra.
A hadsereg november 15-én kezdte meg Qara támadását. másnap pedig több légi támadás érte a felkelők kezén lévő várost. An-Nabk és Rima városok környékén is összecsapások törtek ki. A harcok miatt a Damaszkusz-Homsz közötti autópályát le kellett zárni. A felkelők csapatait mozgósították, hogy vissza tudják verni a Hadsereg előretörését.
November 7-én a hadsereg csapatai bevonultak a Qara környéki hegyekbe, és magát a várost is megpróbálták lerohanni. Eközben több légitámadást is végrehajtottak. Közben rakétákkal is lőtték a várost. Délutánra a többször megismételt kísérletek és a folyamatos bombázás ellenére a kormány nem tudott bejutni a városba.
November 18-án a kormány csapatai folytatták az offenzívát, és a kormányközeli al-Watan napilap szerint sikerült is a városban stratégiai pontokat elfoglalnia. A légierő Kalamun és Yabrud hegységeiben több légicsapást is végrehajtott, a kormánypárti média szerint pedig Qara nagy része a kormány ellenőrzése alá került. Egy Warából Libanonba menekült ember beszámolója szerint „Qarának vége.” Közel-kelet szakértők szerint már voltak előre olyan jelek, melyek mindenképpen szükségesek voltak a szíriai hadsereg ilyen nagy méretű felvonulásához. Szerintük a kormány számításai szerint a felkelők libanoni utánpótlásának elvágása olyan mértékű támadással járhatott volna, melyek nem térültek volna meg.
November 19-én a kormányerők teljes egészében ellenőrzésük alá vonták Qarát. A felkelők An-Nabk és Deir Attiyeh irányába elhagyták a várost.

### A felkelők Deir Attiyehet támadták
November 20-án An-Nabkban és Deir Attiyehben öngyilkos merényletek sorozatait követék el a kormány épületei közelében. Az egyik öngyilkos merénylő autóval egy katonai ellenőrző pontot vett célba, míg egy másik egy biztonsági főhadiszállás mellett robbantotta fel magát. Mindkét merényletre An-Nabk külvárosaiban került sor. Egy másik esetben két szaúdi megpróbálta felrobbantani Deir Attiyeh kórházát, de akciójukba a rendőrség közbelépett. Az ellenőrző pontnál történt robbantásban hét katona meghalt, öt pedig megsebesült. A kórháznál történt robbantásnál több katona életét vesztette. Miután a szaúdiak felrobbantották magukat, öt harcos bement az épületbe, hogy ott tönkretegyék az orvosi műszereket. Ezen kívül el akarták rabolni a hadsereg egyik sérült tisztviselőjét és a z Ikhbariya al-Suriya televízió stábját. A hadsereg azonban visszaverte a kísérletüket, így a tisztviselő és a stáb is megmenekült. Eközben a Deir Attiyeh környékén zajlott összecsapásokban nyolc felkelő meghalt.
November 22-én az ISIL és az al-Nuszra Front vezetésével harcoló dzsihádista seregek nagyrészt elfoglalták a keresztények lakta Deir Attiyeht. Csak a Bassel kórház és egy kis hegy maradt a hadsereg kezén.
November 25-én a hadsereg elkezdte összevonni a csapatait Deir Attiyeh környékén, ezzel is a város visszafoglalására készültek. Nem sokkal később egy ellentámadást indítottak. Másnap a légierő mért csapást Al-Nabkra, amiben hét ember, köztük három gyermek életét vesztette. A szír egészségügyi miniszter, Saad al-Nayef mészárlással vádolta a felkelőket, mert Deir Attiyehben "öt orvost, öt nővért és két mentővezetőt" megöltek A kórház közelében zajlott csaták alatt öt orvos és négy nővér halálát az ellenzék is megerősítette.
November 27-én Kalamún régióban a Hezbollah öt harcosát is megölték, akik közül az egyik a libanoni földművelésügyi miniszter, egy magas rangú tisztviselő – Hussein Hajj Hassan – unokaöccse volt. At this time, fighting started in the area of the government-held town of Maaloula.
November 28-án a hadsereg Deir Attiyehet visszafoglalta, de a környékén tovább folytak az összecsapások.

### A hadsereg behatolt An-Nabekve, lövöldözések Maalulában
Ezen a napon a hadsereg elfoglalta Deir Attiyehet, a kormány erői pedig behatoltak An-Nabekbe, és a város környékén harcok alakultak ki. Egy katonai forrás szerint a város megszerzése esetén a hadseregnek már csak Yabrudot és néhány kisebb falut kellene megszereznie ahhoz, hogy a libanoni határt teljesen le tudja zárni.
November 29-én a hadsereg még mindig a felkelők állásait lőtte a városban, amelyik megakasztotta az előretörését. A kormány emberei több tucat embert vettel őrizetbe An-Nabk nyugati, általuk megszállt részén.
November 29-én éjszaka a felkelők elkezdték lőni Maaloulát, hogy így el tudják azt foglalni majd, és így elvághatják a hadsereg Damaszkuszból An-Nabkba tartó utánpótlási útvonalát., Korábbi, szeptemberi, a város elleni támadásukat visszaverték. Másnap a felkelők korán reggel betörtek a városba, ahol elfoglalták annak nyugati felében elfoglalták a Mar Takla zárdát. Eközben An-Nabkban sem csitultak a harcok, ahol több légi támadást is végre hajtottak. A Légierő Yabrudot is támadta.
December 1-jén Maalulában harcok az Óvárosra összpontosultak. A Damaszkusz-Homsz autópályán An-Nabk közelében egy rendőri ellenőrző pontnál eközben egy öngyilkos merénylő robbantotta fel az autóját, és ezzel a kormány öt katonáját ölte meg. Ekkor a szíriai biztonsági szolgálat információi szerint An-Nabknak már a 60%-a a hadsereg kezén volt.
December 22-én kezdetben a felkelők tüzes abroncsokat gurítottak le Maalulára a felette emelkedő sziklákban lévő rejtekhelyeikről, majd bevonultak a város központjába. Ekkor foglalták el Maalula óvárosát is. A Hadsereg és a kormánypárti erők egész nap azért harcoltak, hogy majd visszafoglalják az elveszített kerületet. A kolostor több nővérét fogva tartották a dzsihádisták. Egy vatikáni szóvivő szerint 12 szíriai és libanoni ortodox apácát erőszakkal északra, Yabrud felé hurcoltak magukkal. Este a felkelők Maalula egész területét megszerezték. A kormányzat erőivel folytatott harc a külvárosokra terelődött át. After the town's capture, three Christians in Maaloula were executed by rebels after refusing to convert to Islam. A hadsereg ezen a napon An-Nabk nagy részét szerezte meg, ahol másnap további állásokra tett szert. Végül sikerült ismét járhatóvá tenni a Damaszkuszt Homsszal összekötő autópályát.
December 3-án a Maaluka külvárosában állomásozó csapatok megerősítésére a kormány további hadi egységeket vezényelt a városhoz, hogy megkísérelhessék annak visszafoglalását.
December 6-án a kormányerők An-Nabkban a kezükön lévő Fattah kerületben föld alól indítható rakétákkal 18 embert megöltek, akik között voltak gyermekeke is. Az ellenzék szerint a katonák – hogy elrejthessék bűneik nyomait – meggyújtották a holttesteket. Másnap az áldozatok számát 40-re módosították.
December 7-én az Iráni Press TV szerint a hadsereg megtisztította a felkelőktől an-Nabk külvárosait, de a belvárosban tovább folytak az összecsapások. December 8-án a kormány erői újabb negyedeteket szereztek meg. Miután biztosította a közlekedés zavartalanságát, a hadsereg Damaszkuszt Homsszal összekötő autópályát teljes hosszában megnyitotta. Az SOHR szerint viszont a felkelők támadásai miatt az útvonal még mindig nem teljesen biztonságos. 10-én a hadsereg an-Nabk teljes egészét megszerezte. Mivel azonban még kis mértékben maradtak felkelők a település területén, a külvárosokban még akadtak összetűzések. Az álalmi TV élő riportot sugárzott a város főteréről. A városért vívott harcokban a kormányoldal információi szerint 00 felkelő halt meg vagy esett fogsába.
December 11-én a kormányerők lőtték Jabrud külvárosát és Rima környékét valamint An-Nabk külvárosait. Jabrud ellen több légi támadást is végrehajtottak. By 15 December, the military was prepared to storm the town.

## Közjáték
December 21-én a Hezbollah rátámadott az al-Nuszra Front felkelőire Wadi al-Lamalában, Nahle külvárosában, a határ libanoni oldalán. A felkelők egy illegális határátkelőn keresztül megpróbáltak Szíriából Libanonba átszivárogni. 32 felkelőt és egy Hezbollah-harcost megöltek, egy másikat pedig megsebesítettek.
December 27-én a hadsereg csapott le felkelőkre a Maalula és Jabud között elterülő hegyvidéki területen, ahol 65 felkelővel végeztek 20-at pedig megsebesítettek. Jabrud és An-Nabk között 15 ember halt meg taposóaknák miatt.
2014. január 19-én a kormányerők egy újabb rajtaütésszerű támadásában több mint 60 felkelő halt meg, miközben Sednaya keresztény városát támadták meg.
Január 30-án a hadsereg bejelentette, hogy Jabrud visszaszerzéséért indítandó csatára készülnek. Ugyanakkor a Reema Farmok a hadsereg és a felkelők közötti összecsapások helyszíne lett. Eközben a hadsereg a libanoni határ mentén elfoglalta Al-Neaymatot és Al-Abboudieht.

## 2014 a hadsereg megújult támadása

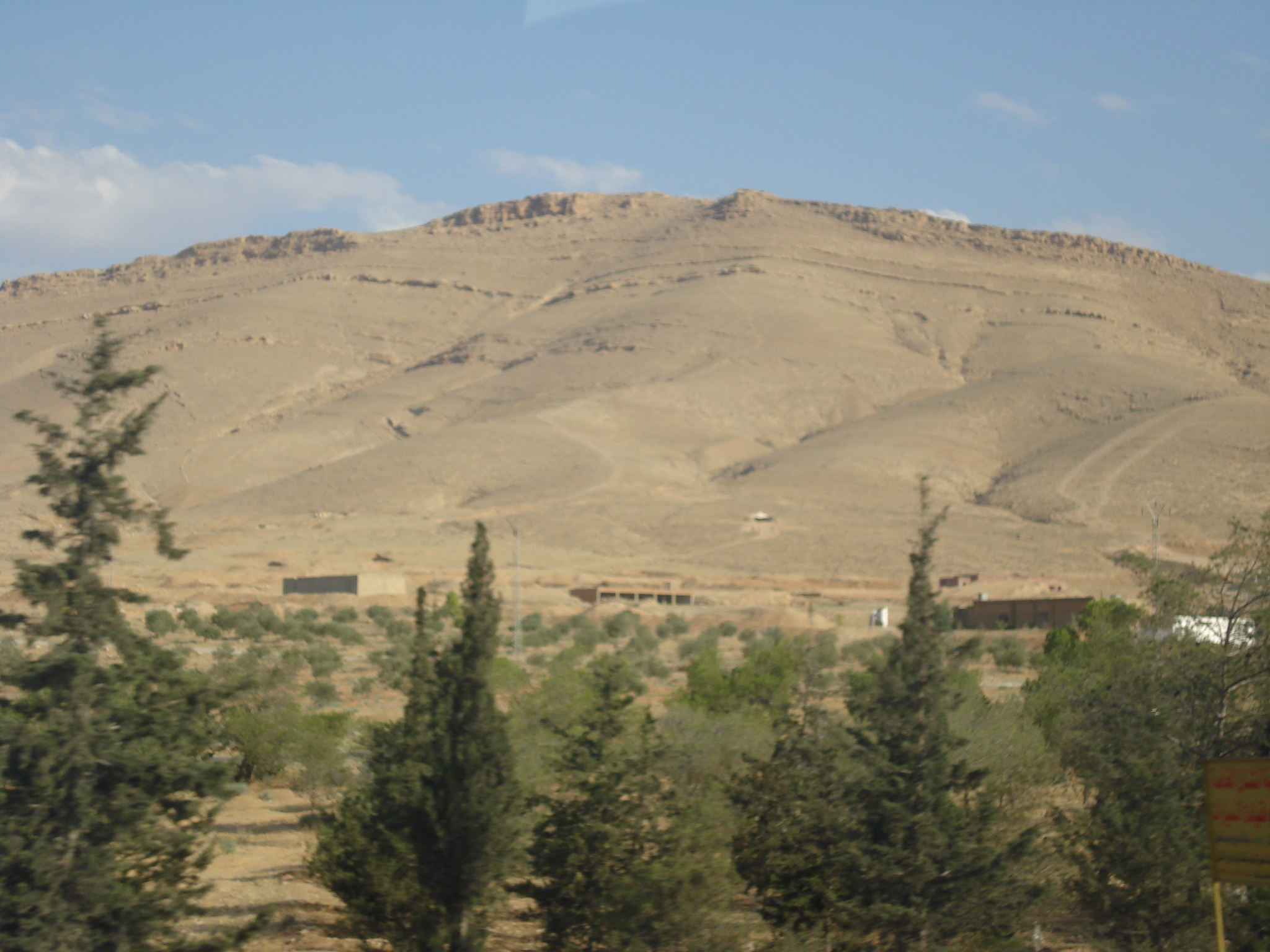
A Kalamún-hegység

### Harc a hegyekért
Február 10-én a hadsereg megújult erőkkel indított támadást a Kalamún-hegységben megbúvó felkelők ellen. Február 12-én a Szír Légierő 20 alkalommal mért égi csapást Jabrudra, miközben a Szír Hadsereg elfoglalta a libanoni határhoz közel, Jabrudtól északnyugatra fekvő al-Jarajir városát. A kormányközeli al-Watan újság szerint a hadsereg Sahel városát és a Jabuk mellett fekvő al-Arid utat Qamieh és al-Kornish területét.
Február 20. körül a felkelők rátámadtak a Hezbollah egyik, a frontvonal felé vonuló konvojára a libanoni határ mentén, A Hezbollah 27 harcosát ölték itt meg.
A Hezbollah egyik parancsnokának a beszámolója szerint február végére a Kalamún-hegység 70%-a a kormány ellenőrzése alá került.
Február 26-án Kabrud mellett megölték a felkelők egyik parancsnokát, míg a felkelők szerint ők továbbra is ellenállnak az offenzívának. Ezen kívül hozzá tették, hogy a kormány csapatai sikertelenül fejezték be a Rima Farmok környékén az áttörő hadműveletüket.
Február 27-én a kormánypárti Al-Watan újság arról számolt be, hogy a hadsereg Jabrud környékén két stratégiai fontosságú hegyet foglalt el, melyek azelőtt a felkelők utánpótlási útvonalához tartoztak.
Február 28-án a felkelőkhöz közeli források azt jelentették, hogy megszerezték a „Zászló”-hegyet, a Hezbollah pedig a Saleh fronton visszavonulni kényszerült.
Az iráni Al-Alma hírügynökség szerint a kormányerők március 3-án elfoglalták Sahelt, előző nap pedig ismét megszerezték a stratégiai Al-Kuwaiti hegyet. Az SOHR szerint azonban a harcok tovább folytatódtak Sahel környékén, de azt megerősítették, hogy a kormányerők előrébb jutottak. Az Al-Mamar, a Hezbollah televíziójának egyik újságírója televíziós riportot készített a faluban, A kormányerőket a támadás előtt iraki harcosokból álló különítmény segítette. Aznap 17 felkelőt, a kormánycsapatok 15 tagját és a Hezbollah 4 harcosát ölték meg, 30 felkelőt pedig fogságba ejtettek. Az egyik megölt felkelő Hussein Mohammad Ammoun, aki az előző hónapban Libanonban egy női terroristával közösen egy autóba rejtett pokolgép felrobbantásában működött közre.
A jelentések szerint március 4-één mindig folytak Sahel környékén a harcok, A riportereket a faluba szervezetten szállították. A hadsereg egyik parancsnoka azt mondta, Jabud külvárosaiban több hegyet és stratégiai helyszínt elfoglaltak. Jabudtl északra, Rima környékén a hadsereg hordókba rejtett bombákkal lőtték a felkelők állásait.
Március 5-én a Sahelben állomásozó kormányerők megindultak Flitah és Ras al-Ma'ara irányába. Másnap megerősítették a Jabrudot támadó seregeiket, és elfoglalták a város mellett emelkedő "Kuvait" és "Katar" nevű hegyeket. A hadsereg a Rima Farmok régiójában is szerzett meg területeket. 17 felkelő és 15 katona a harcokban a jelentések szerint életét vesztette.
Március 7-én újabb 18 felkelőt, 11 katonát és a Hezbollah egyik harcosát ölték meg a Jabrud külvárosaiban folyó harcok során.
Március 9-én a több mint három hónapja Maalulában fogságba esett és azóta Jabrudban tartott nővéreket a felkelők szabadon engedték, akik ezután Libanonon keresztül Damaszkuszba utaztak. Eddigre az ellenzéki televízió szerint a több mint egy hónapja Jabrud visszafoglalásáért folyó harcokban több mint 200 kormányzati katona veszett oda. A Hezbollah egyik honlapja szerint március 7-ig 40 harcosukat ölték meg az összecsapás alatt.
Március 11-én , majdnem egy hónapnyi harc után a kormány seregei elfoglalták a Rima Farmok régióját, és így közvetlen rálátásuk volt Jabrudra.

### A jabrudi csata
Március 14-én a Hezbollah seregei nyugatról, a hadsereg egyes osztagai pedig keletről támadtak rá a városra, miközben mindkét fél kapott tüzérségi támogatást. Így a bekerített felkelőket minden irányból hevesen támadták. A hadsereg gyorsan elérte a város keleti külterületeit. Ezalatt a Hrzbollah csapatai egy rajtaütésben a felkelők 13 vezetőjével végeztek, többek között a kuvaiti al-Nuszra kalamúni parancsnokával, Abu Azzam al-Kuwaitival is. Ennek hatására zűrzavar alakult ki a felkelők csapatainál, Eközben a hadsereg a várostól keletre elfoglalta az Aqaba-hegyet, és emiatt a felkelőknek vissza kellett vonulniuk egy biztonságosabb bázisra. A hadsereg állítása szerint behatoltak Jabrudba, és a főút mentén területeket szereztek meg, miközben a felkelők Rankous irányába visszavonultak. Jabrudtól északra, Sahel felé is harcok folytak.
A március 15-i jelentések szerint a harcok nem csitultak a város keleti bejáratánál, ahova a felkelők – egy átcsoportosítási próbálkozás után – folyamatosan küldték az erősítést. A Hezbollah ezalatt a város belsejében folytatta a harcokat. A kormányerők katonai források szerint „Jabrudban több száz métert (yardot)” haladtak előre. Aznap 15 légi támadást intéztek Jabrud ellen. A várostól keletre emelkedő Mar Maroun hegy védelmére az egyik legerősebb felkelői csoportot vezényelték ki, Azonban az a meglepetés érte őket, hogy a hadsereg minden nagyobb ellenállás nélkül megszerezte a hegyet. Így a várost körülölelő összes hegy a kormány kezére került, Az ellenállás hiánya miatt arra kezdtek gyanakodni, hogy a hegyhez vezényelt csapatok megállapodást kötöttek a kormánnyal. Ezután már a kormány kezén volt Jabrud keleti bejárata és északkeleti határa. Az állami TV szerint a kormányerők még aznap két kilométert haladtak a városban. És elérték a körforgalmat. Az SOHR szerint a kormány nem jutott be a városba, szerintük még mindig két kilométer választja el őket a céltól. Este a felkelők parancsnokai leültek tárgyalni, hol döntöttek Jabrud feladásáról. Ott ezután már csak az al-Nuszra Front folytatta a harcokat.
Éjszaka a kormány és a Hezbollah katonái beléptek a város keleti felére, másnapra pedig a teljes várost – vagy annak túlnyomó részét – az ellenőrzésük alá vonták. A kormányerők biztosították a főteret, az Al-Akhzar Nagymecsetet és a város katolikus templomát. A legtöbb ellenzéki hajnalban elhagyta a várost. 1000 felkelő a libanoni Arsallal határos hegyekbe húzódott. Mások a közeli Rankous, Flitah vagy Hosh Arab városokban kerestek menedéket. Egy kis elszánt csapat a városban maradt, akik a halálig harcolni akartak. Ők a hadsereget egy városi csatába karták kényszeríteni, ahol úgy gondolták, ők vannak jobb helyzetben. Ekkorra azonban a felkelők utánpótlási útvonalait elvágták már, és az ellenzéki seregeknek ígért fegyverek sosem érkeztek meg. Miközben a hadsereg bevonult Jabrudba, a Szír Légierő Arsal kopár hegyeit vette célba, ahol valószínűleg a környékbeli felkelőket támogató csempészeket lőtték. Aznap a hadsereg összesen 20 légi támadást intézett a Jabrud és Arsal közötti hegyvidéki terület és Arsal külvárosai ellen. Ezelőtt a környékre a felkelők erősítése érkezett meg. Délre már az al-Nuszra harcosai is kivonultak a városból. A hadsereg szerint Jabrud elfoglalására indított harcok kezdete óta 500-1000 felkelőt öltek meg. A felkelők vesztesége szimbolikus is volt, s ezen felül az ellenzék számára egy igen érzékeny veszteség. Jabruk elvesztése miatt a felkelők már nem tudták utánpótlással ellátni a Damaszkusz külvárosában harcoló seregeiket, ahol ugyanakkor a kormány több, az ellenzék kezén lévő területet körbezárt. Így nem jutottak élelemhez, elektromossághoz és tiszta vízhez sem. Egy biztonsági forrás szerint a hadsereg következő célpontja Rankous és Flitah volt. Még aznap meglátogatta a városban a kormány oldalán harcoló egységeket Fahd Jassem al-Freij tábornok, Szíria honvédelmi minisztere. Eszére az ellenzéki erők teljesen elhagyták a környéket, és a környező nyugati falvak pontosabban a közeli város, Rankus külterületei felé vették az irányt.
A csata teljes ideje alatt heves rakétatámadások sújtották a várost. Ezek hevességére jellemző az a lövés, melyben egy 14 tagú felkelői csoportot találtak el, akik közül 12-en meghaltak, s csak ketten élték túl.

## Harmadik szakasz – A hadművelet folytatódik
Március 17-én a libanoni hadsereg csoportokat küldött a Szíriával közös határához, mivel Jabud eleste után továbbra is szivárogtak át felkelők a libanoni területekre. A libanoni hadsereg 15 embert őrizetbe vett, mert Wadi Khaled Akkar régiójában megpróbálták átlépni a határt. A Szír Hadseregtől származó információk szerint a Szabad Szír Hadseregből (FSA), az Ahrar al-Shamtól és más felkelői csoportoktól 1400 felkelő menekült el az előző két nap Jabrudból, miközben a városban maradt az al-Nuszra mintegy 100 tagja. Később azonban ők is elhagyták a várost. A Jarudért folytatott végső csatában a Hezbollah 19 harcosát megölték. A kormány seregei Flitaht támadták, miközben a Kalamún-hegységben még az ellenzék kezén maradt területek visszaszerzésére készültek fel. Ide tartozott Jabrudtól északnyugatra Ras al-Maarra és Flitah, a várostól délre pedig Rankus. Ez volt a hadművelet harmadik részének a kezdete. Ezalatt akarták a teljes hegységet visszafoglalni. A kormánypárti források esti hírei szerint a hadsereg áttörete a Ras al-Maarranál lévő frontvonalat.
Március 18-án több, meg nem erősített hír jutott napvilágra a Kalamún-hegység egyes városaiból, melyek szerint megállapodást akarnak kötni a kormánnyal, hogy a Jabruktól délre fekvő városokat kíméljék meg egy jövőbeni offenzívától. Ezek közé tartozott Maalula is. A hadsereg Jabrudtól nyugatra Ras al-Ain felé vonult, és több, a falura néző hegyet is elfoglalt. Később már arról szóltak a hírek, hogy a hadsereg és a Hezbollah csoportjai bevonultak Ras al-Ainbe, és ott tovább haladtak előre. Ezalatt Jabrudtól északnyugatra a hadsereg bevonult Ras al-Maarraba és annak nagy részét is elfoglalta.
Március 19-én úgy tűnt, a felkelők fő frontvonala összeomlott, mert a hadsereg két napnyi harc után Ras al-Aint elfoglalta. A hadsereg egy bombagyártó gyárat támadott meg a faluban, ahol többek között libanoni rendszámmal ellátott, bombával megtöltött autókat is gyártottak. közben Rakus közelében egy ellenőrző pontnál bontakoztak ki harcok a kormány és a felkelők csapatai között. Az ország seregének ugyanakkor a Kalamún-régióban Bkhaa és Jobeh falvak környékén a felkelőkkel és a dzsihadistákkal is meg kellett küzdenie. Később már Rankusban is elharapóztak a harcok. Abu Omar Al-Farouq, a felkelők parancsnoka úgy nyilatkozott az ellenzéki-barát Syria Newsdesknek, miszerint több tucatnyi sereg állomásozott a Jabudot körülvevő hegyekben, és csak a parancsra várnak, hogy a támadást megindítsák. Hozzátette azonban, hogy az előző kivonulás bizonytalanságot szült a csapatokon belül, és szétforgácsolta az ereiket.
Március 20-án a hadsereg azt jelentette, hogy Rakus órákon belül a kezükre kerül. Másnap ugyanaz a forrás már a város elestéről számolt be.
Március 23-án a Hezbollah egy különleges egysége 11 km mélyen behatolt Kalamún-régióban az ellenzék kezén lévő területekre, és egy ház udvarába bombákat helyezett el, ahova három bombaszakértő gyakran el szokott látogatni. Mikor a szakértők a testőreikkel a helyszínre értek, a bombák felrobbantak, a támadásban pedig mind a heten meghaltak.
Március 26-án este a hadsereg és a Hezbollah seregei megtámadták Fitahot, és annak elfoglalása reményében, bekerítették a várost. Másnap inkább rakétákkal támadta a hadsereg a várost. A halottak között volt aznap a felkelőkhöz tartozó Kalamúni Katonai Bizottság parancsnoka és annak helyettese is.
Március 8-án úgy tűnt, a fitahi felkelők az összeomlás szélére jutottak, másnap pedig a hadsereg Flitaht és Ras Al-Maart is elfoglalta, A Libanonból a Kalamún-hegységbe vezető ellenzéki utánpótlási útvonal elvágásához már csak Rakust kellett bevenni.
Az SOHR azt jelentette, hogy március 31-én egy csatában megölték a hadsereg egyik ezredesét. Ugyane szerint a szervezete szerint két nappal később több tucat kormányzati katona halt illetve sérült meg a felkelők egyik rajtaütésszerű támadásában. Ugyanakkor a felkelők közül mindössze 2 ember halt meg.
Április 7-én a Rankushoz közeli al-Sarkha környékén is elharapóztak a támadások, miközben a jelentések szerint a kormányerők eletére törtek. Később a Fars News Agency arról számolt be, hogy a hadsereg al-Sarkhat elfoglalta, és áttörte a felkelők Rakus védelmében emelt első védvonalát. A hadsereg előretörését az SOHR is megerősítette.
Április 8-án a hadsereg elfoglalta a Rakus közelében álló Saidnaya Csillagvizsgálót, miután a harcokban 15 felkelőt megöltek. A harcok később átterjedtek Rakus külvárosaira is, ahol a felkelők egyik parancsnoka esett el. A kormány hírügynöksége szerint csapataik elfoglaltak egy Rakusra néző hegytetőt valamint a város környékén több kisebb települést is. Egy katonai forrás szerint a felkelők a Kaamún-hegységben elszenvedett sorozatos veszteség után fel akarják adni Rakust is. Ugyanakkor al-Sarkha közelében lévő frontvonal is mér szinte a falu északi határában húzódott. Eközben a felkelők tovább vonultak visszafelé délre Zabadani irányába, és a jelentések szerint az egyre inkább közeledő kormányerők elleni utolsó támadásra készültek.
Április 9-én a hadsereg belépett Rakus területére, aminek a következtében heves tűzharc bontakozott ki. A katonai hírforrások szerint a hadsereg a várost elfoglalta. Ezt később az SOHR is megerősítette, de hozzátette, hogy pr nappal korábban a város néhány lakosa fegyverszünetet kötött a kormánnyal, és ez alapján a felkelőket a város elhagyására kérték. Ennek értelmében a hadsereg megérkeztekor már nem voltak felkelők a területen. A városért folytatott harcok során 140 felkelőt öltek meg, többek között az iraki al-Nuszra egyik parancsnokát, Abu Talha al-Baghdadit. Rankus egyes külterületein tovább folytak a harcok.
Április 13-án az állami televízió arról számolt be, hogy a hadsereg elfoglalt egy Rakusra néző hegyláncot.
Április 14-én a hadsereg Al-Sarkhat el-, Maalulát pedig visszafoglalta. Maalulában a harcok alatt az Al-Manar Hezbollah-közeli televízió három riporterét megölték. Négy, a stábot védő katona is életét vesztette. A hadsereg megerősítette Jibbeh és Jbaadin falvak védelmét is.
A helyi felkelők április 15-én megadták magukat – vagy visszavonultak – így a hadsereg el tudta foglalni Assal al-Wardot is. A hadsereg nem állt le, és éjszaka Hawsh Arabot is megszerezte. Maalulában egy mecsetnél még ezen a napon is harcok folytak a hadsereg és egy maréknyi ellenálló között. Itt másnap értek véget a harcok.
Április 16-án a kormánypárti Al Mayadeen csatorna Talfita város elfoglalásáról számolt be.
Április 20-án Bassár-el-Aszad elnök húsvéti szünetében meglátogatta Maalulát. Két nappal később a hadsereg elfoglalta al-Ma’moura városát.
Április 26-án Zabadaniban a felkelők megadták magukat, a hadsereg pedig elfoglalta a várost, így a Kalamún-térségben és a libanoni határon a felkelők utolsó állását is megszerezte.

## Következmények
A hegyekben megmaradt felkelők rajtaütései után 2014. június végén a Szíriai Hadsereg és a Hezbollah támadást indított, hogy megszabadítsa a területet az ottmaradt felkelőktől. A helyzet augusztus elején eszkalálódott, mikor a felkelők a libanoni hadsereggel kerültek közvetlen összetűzésbe, leginkább a határ libanoni oldalán fekvő Arsalban.
Augusztus 19-én megölték az Iszlám Állam egy olyan magas rangú tagját, aki Szíria, Libanon és Irak több táján is szervezett autóba rejtett pokolgépes merényleteket. Egyes jelentések szerint egy, az autójához erősített bombát robbantottak fel a Hezbollah harcosai. Több jelentés szerint azonban a Szír Hadsereg végzett vele Kalamún térségében.